# Гольц, Паоло
Паоло Дуваль Гольц (исп. Paolo Duval Goltz; род. 12 мая 1985, Хасенкамп, Аргентина) — аргентинский футболист, защитник клуба «Колон. Выступал за сборную Аргентины.

## Клубная карьера

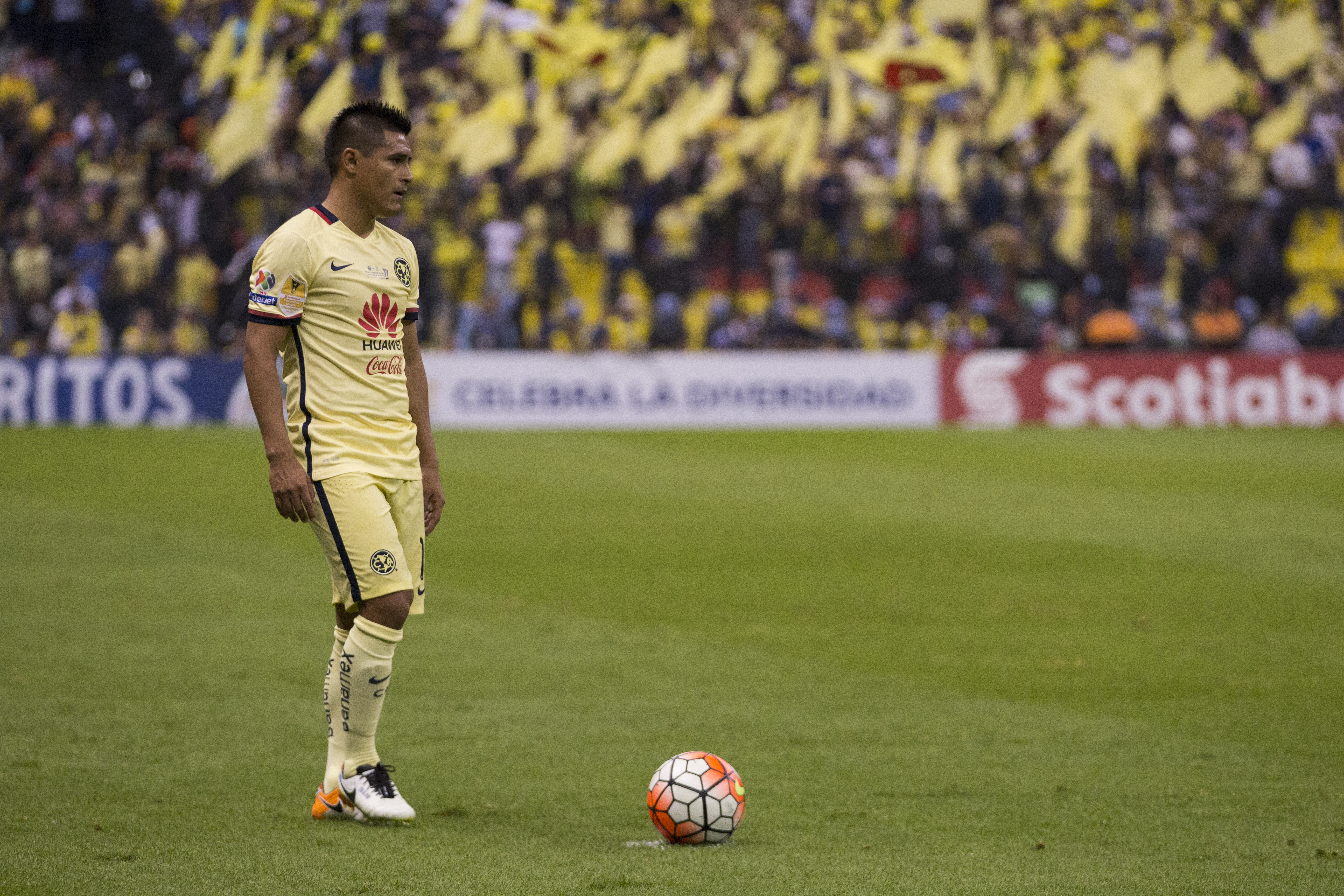
Гольц в составе «Америки»

Гольц начал карьеру в клубе «Уракан». 24 ноября 2002 года в матче против «Химнасии Ла-Плата» он дебютировал в аргентинской Примере. В 2003 году команда вылетела во второй дивизион, но 2007 Паоло помог ей вернуться. 4 ноября того же года в матче против «Сан-Лоренсо» он забил свой первый гол за клуб на высшем уровне.
Летом 2010 года Гольц перешёл в «Ланус». Сумма трансфера составила 2 млн долларов. 5 сентября в поединке против «Химансии Ла-Плата» он дебютировал за новый клуб. 29 ноября в матче против своего бывшего клуба «Уракан» Паоло забил свой первый гол за команду. В составе «Лануса» Гольц трижды становился серебряным призёром первенства Аргентиын, а в 2013 году завоевал Южноамериканский кубок. 31 января 2014 года в матче Кубка Либертадорес против венесуэльского «Каракаса» Паоло сделал первый «дубль» в карьере.
Летом того же года Гольц перешёл в мексиканскую «Америку». 20 июля в матче против «Леона» он дебютировал в Лиге MX. 30 ноября в поединке против УНАМ Пумас Паоло забил свой первый гол за команду из Мехико. В том же году Гольц стал чемпионом Мексики в составе «Америки». В 2015 году он помог «Америке» впервые в истории выиграть Лигу чемпионов КОНКАКАФ. В 2016 году Паоло во второй раз подряд стал победителем Лиги чемпионов КОНКАКАФ.
Летом 2017 года Гольц вернулся на родину, подписав контракт с «Бока Хуниорс». 27 августа в матче против «Олимпо» он дебютировал за новую команду.

## Международная карьера
6 мая 2010 года в товарищеском матче против сборной Гаити Паоло дебютировал за сборную Аргентины.

## Достижения
Командные
 «Ланус»
- Обладатель Южноамериканского кубка — 2013

 «Америка» (Мехико)
- Чемпионат Мексики по футболу — Апертура 2014
- Обладатель Кубка чемпионов КОНКАКАФ — 2014/2015
- Обладатель Кубка чемпионов КОНКАКАФ — 2015/2016